# Уильямс, Габби
Габриэль Лайза «Габби» Уильямс (англ. Gabrielle Lisa "Gabby" Williams; род. 9 сентября 1996 года, Спаркс, Невада, США) — французско-американская профессиональная баскетболистка, которая выступает в женской национальной баскетбольной ассоциации за клуб «Сиэтл Шторм». Была выбрана на драфте ВНБА 2018 года в первом раунде под общим четвёртым номером клубом «Чикаго Скай». Играет на позиции лёгкого форварда.
С 2021 года стала защищать цвета национальной сборной Франции, так как её мать была француженкой, в составе которой она выиграла серебряные медали чемпионата Европы 2021 года в Испании и Франции и бронзовые медали Олимпийских игр 2020 года в Токио, а также принимала участие на чемпионате мира 2022 года в Австралии.
На Олимпийских играх 2024 года в Париже была лидером сборной Франции, была включена в первую сборную звёзд турнира и признана лучшим игроком оборонительного плана. Франция в финале уступила в упорном матче команде США (66-67), Уильямс набрала 19 очков и сделала 7 подборов.

## Ранние годы
Габби родилась 9 сентября 1996 года в городе Спаркс (штат Невада) в семье Мэттью и Терезы Уильямс, училась она там же в средней школе имени Эдварда Рида, в которой выступала за местную баскетбольную команду.